# Jean-Marie Kouassi
Jean-Marie Kouassi (ur. 3 marca 1975) – piłkarz z Wybrzeża Kości Słoniowej występujący na pozycji obrońcy.

## Kariera klubowa
W swojej karierze Kouassi występował między innymi w zespole ASEC Mimosas.

## Kariera reprezentacyjna
W latach 1995–1997 w reprezentacji Wybrzeża Kości Słoniowej Kouassi rozegrał 7 spotkań. W 1996 roku został powołany do kadry na Puchar Narodów Afryki. Nie wystąpił jednak na nim w żadnym meczu, a Wybrzeże Kości Słoniowej zakończyło turniej na fazie grupowej.